# Sergej Vošnjak
Sergej Vošnjak [sérgej vóšnjak], slovenski pisatelj in novinar, * 6. oktober 1924, Ptuj, † 13. november 2005.

## Življenje in delo
Vošnjak se je rodil 6. oktobra 1924 na Ptuju. Že kot petnajstleten dijak je sodeloval v revolucionarnem gibanju in se leta 1941 vključil v narodnoosvobodilni boj.
Kot pisatelj je snov za svoje ustvarjanje črpal iz dogajanja med vojno. S skeči in pesmimi je pestril kulturno življenje med borci.
Svoj pečat je pustil tudi v novinarstvu. Leta 1944 je postal urednik Mladine in Pionirja, po osvoboditvi je prevzel dopisništvo za Slovenijo pri časopisu Borba. Bil je glavni urednik Slovenskega poročevalca, urednik Dela in direktor Ljudske pravice, urednik Mladinske knjige in direktor Urada za informiranje.
Med letoma 1974 in 1982 je bil ravnatelj Mestnega gledališča ljubljanskega (MGL). Svoje ravnateljevanje je  v gledališki sezoni 1979/1980 zaznamoval z izvedbo avtorskega dela Ob tabornem ognju. Uprizoritev je priredba njegovih spominov iz časa vojne. V gledališki list je Vošnjak zapisal: »S svojim gledališkim tekstom Ob tabornem ognju sem hotel prikazati predvsem tisto, kar ni ostalo zapisano, a kar nas je takrat sproščalo s svojo vedrino, saj smo bili partizani povsem navadni ljudje, ki smo znali prenašati vso težo osvobodilnega in revolucionarnega boja, istočasno pa smo se znali tudi sprostiti in veseliti.«
Sergej Vošnjak je umrl 13. novembra 2005, v dvainosemdesetem letu starosti.